# San Bartolo (Totonicapán)
San Bartolo Aguas Calientes («San Bartolo», en honor a su santo patrono Bartolomé Apóstol; «Aguas Calientes», por las aguas termales que hay en la localidad), es un municipio del departamento de Totonicapán, en la República de Guatemala.
El poblado fue fundado alrededor de 1610 por los conquistadores españoles, quienes establecieron la primera municipalidad encabezada por el indígena Diego Ajca como alcalde mayor de Momostenango; posteriormente se menciona que a finales del siglo xvii, el pueblo de «Momostenango, con el de Agua Caliente y Chiquimula en que había más de 400 tributarios, fuesen a sí mismo cabecera y convento».
Tras la Independencia de Centroamérica en 1821, San Bartolo fue parte del departamento Totonicapán/Huehuetenango, y en 1838 pasó al Estado de Los Altos, el cual fue aprobado por el Congreso de la República Federal de Centro América en ese mismo año. En el nuevo estado hubo constantes revueltas campesinas y tensión con Guatemala, hasta que las hostilidades estallaron en 1840, y el general conservador mestizo Rafael Carrera recuperó la región para Guatemala.
El departamento de Totonicapán/Huehuetenango permaneció como tal hasta el 12 de agosto de 1872, cuando la Revolución Liberal de 1871 ya había triunfado seis años después de la muerte del general Carrera; en ese fecha el gobierno de facto del presidente provisorio Miguel García Granados creó el nuevo departamento de Quiché tomando gran parte de los extensos territorios de Totonicapán/Huehuetenango y Sololá/Suchitepéquez. Desde ese momento, San Bartolo Aguas Calientes pasó a ser parte del nuevo departamento de Totonicapán.
En 1935 fue despojado de la categoría de municipio por el proceso de simplificación administrativa emprendido por el gobierno del general Jorge Ubico, y fue anexado al municipio de Momostenango como aldea; sin embargo, recuperó la categoría de municipio el 9 de enero de 1949, durante el gobierno del Dr. Juan José Arévalo.

## Toponimia

### Nombre en castellano
El comisario Francisco Peres indicó que el poblado se ha conocido como Aguas Calientes «por una fuente de Agua Caliente que se encontraba allí cerca»”, y que su nombre «San Bartolomé» o «San Bartolo Aguas Calientes», siguiendo la tradición de los conquistadores españoles de nombrar a los poblados que fundaban con el nombre del santo venerado el día de fundación.

### Nombre en k'iche'
El poblado era conocido anteriormente con el topónimo «Chimequená», que proviene de las raíces K’iché Chi: «Aquí mequén» (español: «caliente») y «a» (aféresis de «já» - español: «agua») la cual significaría «Lugar del Agua Caliente». También se conoce como «Sacmaquená», topónimo originado de las raíces «Sac» (español:«blanco», «maquén» (español:«caliente») y a' (aféresis de «já» -español: «agua, río»), lo que significa «en el lugar de las aguas calientes claras».

## Demografía
Según el censo de población del 2002, en el municipio de San Bartolo hay cerca de 4,000 habitantes, aunque persiten algunos conflictos jurisdiccionales con Momostenango por lo que el número podría ser menor.

## Geografía física
Localizado en la sierra Madre dentro de una montaña, se encuentra a 45.5 kilómetros de la cabecera departamental y a 216 kilómetros de la Ciudad de Guatemala. La cabecera municipal se encuentra a 2,125 metros sobre el nivel del mar.  San Bartolo Aguas Calientes cuenta con una extensión territorial de 8 kilómetros cuadrados.

### Hidrología
Aparte de los baños termales, está el río las Palmeras, cual fluye por cabecera municipal; también está río Pala, que nace en el vecino municipio de Momostenango y abastece a San Bartolo de agua potable.

### Clima
El clima predominante es el templado, pero el frío es intenso durante los meses de noviembre a febrero, la temperatura media anual es de 16 grados centígrados. El ambiente mantiene humedad relativamente alta. El territorio corresponde a las tierras sobre ceniza volcánica a altas elevaciones, con relieves variados; tiene grandes valles, ondulaciones y colinas.

### Ubicación geográfica
San Bartolo está en el departamento de Totonicapán y sus colindancias son:
- Norte: Malacatancito, municipio del departamento de Huehuetenango
- Sur: Momostenango, municipio del departamento de Totonicapán
- Este: Santa Lucía La Reforma y Momostenango, municipios de Totonicapán
- Oeste: 
  - Momostenango, municipio del departamento de Totonicapán
  - San Carlos Sija, municipio del departamento de Quetzaltenango[9]

|                                     | Norte: Malacatancito |                                           |
| Oeste: Momostenango San Carlos Sija |                      | Este: Santa Lucía La Reforma Momostenango |
|                                     | Sur: Momostenango    |                                           |

## Gobierno municipal
Los municipios se encuentran regulados en diversas leyes de la República, que establecen su forma de organización, lo relativo a la conformación de sus órganos administrativos y los tributos destinados para los mismos.  Aunque se trata de entidades autónomas, se encuentran sujetos a la legislación nacional y las principales leyes que los rigen desde 1985 son:
| N.º | Ley                                                | Descripción |
| --- | -------------------------------------------------- | --- |
| 1   | Constitución Política de la República de Guatemala | Tiene una regulación legal específica para los municipios en los artículos 253 al 262. |
| 2   | Ley Electoral y de Partidos Políticos              | Ley de carácter constitucional aplicable a los municipios en el tema de la conformación de sus autoridades electas. |
| 3   | Código Municipal                                   | Decreto 12-2002 del Congreso de la República de Guatemala. Tiene la categoría de ley ordinaria y contiene preceptos generales aplicables a todos los municipios, e inclusive contiene legislación referente a la creación de los municipios.             |
| 4   | Ley de Servicio Municipal                          | Decreto 1-87 del Congreso de la República de Guatemala. Regula las relaciones entra la municipalidad y los servidores públicos en materia laboral. Tiene su base constitucional en el artículo 262 de la constitución que ordena la emisión de la misma. |
| 5   | Ley General de Descentralización                   | Decreto 14-2002 del Congreso de la República de Guatemala. Regula el deber constitucional del Estado, y por ende del municipio, de promover y aplicar la descentralización y desconcentración económica y administrativa.                                |

El gobierno de los municipios está a cargo de un Concejo Municipal mientras que el código municipal —ley ordinaria que contiene disposiciones que se aplican a todos los municipios— establece que «el concejo municipal es el órgano colegiado superior de deliberación y de decisión de los asuntos municipales […] y tiene su sede en la circunscripción de la cabecera municipal»; el artículo 33 del mencionado código establece que «[le] corresponde con exclusividad al concejo municipal el ejercicio del gobierno del municipio».
El concejo municipal se integra con el alcalde, los síndicos y concejales, electos directamente por sufragio universal y secreto para un período de cuatro años, pudiendo ser reelectos.
Existen también las Alcaldías Auxiliares, los Comités Comunitarios de Desarrollo (COCODE), el Comité Municipal del Desarrollo (COMUDE), las asociaciones culturales y las comisiones de trabajo. Los alcaldes auxiliares son elegidos por las comunidades de acuerdo a sus principios y tradiciones, y se reúnen con el alcalde municipal el primer domingo de cada mes, mientras que los Comités Comunitarios de Desarrollo y el Comité Municipal de Desarrollo organizan y facilitan la participación de las comunidades priorizando necesidades y problemas.
Los alcaldes que ha habido en el municipio son:
- 1949: Pedro Chun[3]
- 1950: Secundino C. Pérez[3]
- 2016: Edward Amarildo Ch.
- 2024: Pedro Arael P. Ruano

## Historia
Se cree que el poblado existió durante el periodo prehispánico, ya que dentro de su jurisdicción se han encontrado vestigios de la antigua civilización Ohertinamit, 

### Época colonial
La región que ocupa San Bartolo Aguas Calientes fue visitada entre los años de 1606 al 1611 por los españoles, quienes le pusieron el nombre que lleva actualmente, debido a sus aguas termales; en esa visita se estableció la primera municipalidad encabezada por el indígena Diego Ajca como alcalde mayor de Momostenango, un síndico y cuatro regidores del ayuntamiento, más un escribano de gobierno con el carácter de Secretario en funciones. 
En la crónica del franciscano Francisco Vásquez escrita a finales del siglo xvii, se menciona que el pueblo de «Momostenango, con el de Agua Caliente y Chiquimula en que había más de 400 tributarios, fuesen a sí mismo cabecera y convento» es decir que el convento para los tres poblados estaba en Momostenango, siendo los otros dependientes o adyacentes.
El arzobispo Pedro Cortés y Larraz realizó una visita pastoral entre 1768 y 1770, y durante ella llegó a la parroquia de Santiago Momostenango; en su reporte indicó que a la misma pertenecía al pueblo de San Bartolomé Aguas Calientes.

### Tras la Independencia de Centroamérica
El 11 de octubre de 1825 la Asamblea del Estado de Guatemala decretó la Constitución política dividió a los poblados del Estado en diez distritos para la impartición de justicia. San Bartolomé apareció entonces en el Distrito N.°9 (Totonicapán).

### El efímero Estado de Los Altos
A partir del 3 de abril de 1838, San Bartolo fue parte de la región que formó el efímero Estado de Los Altos y que forzó a que el Estado de Guatemala se reorganizara en siete departamentos y dos distritos independientes el 12 de septiembre de 1839:
- Departamentos: Chimaltenango, Chiquimula, Escuintla, Guatemala, Mita, Sacatepéquez, y Verapaz
- Distritos: Izabal y Petén[13]

La región occidental de la actual Guatemala había mostrado intenciones de obtener mayor autonomía con respecto a las autoridades de la ciudad de Guatemala desde la época colonial, pues los criollos de la localidad consideraban que los criollos capitalinos que tenían el monopolio comercial con España no les daban un trato justo.  Pero este intento de secesión fue aplastado por el general Rafael Carrera, quien reintegró al Estado de Los Altos al Estado de Guatemala en 1840.

### Tras la Reforma Liberal de 1871
Luego de la Reforma Liberal de 1871, el gobierno de facto del presidente provisorio Miguel García Granados dispuso crear el departamento de Quiché para mejorar la administración territorial de la República dada la enorme extensión del territorio de los departamentos de Totonicapán/Huehuetenango y de Sololá/Suchitepéquez. De esta cuenta, el 12 de agosto de 1872 el departamento de Sololá/Suchitepéquez perdió sus distritos de Suchitepéquez, de la Sierra y de Quiché y San Bartolo Aguas Calientes pasó a formar parte del nuevo departamento de Totonicapán, junto con Totonicapán, San Cristóbal, San Andrés Xecul, San Carlos Sija, San Francisco El Alto, San Antonio Sija, Calel, Momostenango, Santa María Chiquimula, San Antonio Ilotenango, Nagualá y Santo Tomás Perdido, en la costa de Suchitepéquez.

### Gobierno de Jorge Ubico: anexión a Momostenango
Durante la administración del general Jorge Ubico, por Acuerdo Gubernativo, en 1935 fueron anexados varios municipios pequeños a los grandes en varios departamentos, y en el caso específico de San Bartolo Aguas Calientes, el 19 de septiembre de 1935 fue anexado a Momostenango, quedando como aldea. Fue entonces que los vecinos preocupados por su anexión empezaron con su lucha según indica documento enviado al coronel Miguel Aguilar Peláez, colaborador afín del presidente Ubico, en donde explican la antigüedad del municipio y le piden que interceda ante el presidente para lograr la desanexión, sin coseguirlo.  En 1942 se retomó la decisión de recuperar la autonomía municipal, pero esto fracasó por los continuos errores, e incluso en vano se le pagó un viaje a España a varios personajes del poblado para hacer los reclamos.

### Gobiernos revolucionarios: autonomía definitiva
A finales de 1949, el pueblo de San Bartolo se enteró de que varias municipalidades habían logrado su autonomía y se formó una comisión para averiguar como lo habían logrado; así pues, visitaron el municipio de San Pedro Sacatepequez en San Marcos uno de los anexados y recuperados.
Con la información proporcionada en San Pedro, el 9 de enero de 1949 se logró la desanexión por Acuerdo Gubernativo del presidente Juan José Arévalo; para realizar la ceremonia de traspaso de poder, el alcalde de Momostenango solicitó alcalde auxiliar Pedro Chun y Pedro Sontay que citaran el domingo 14 de enero a toda la gente para que asistieran el lunes 15 al parque de Momostenango para la ceremonia en donde el gobernador ordenó que llevaran todas las cosas que pertenecían a San Bartolo Aguas Calientes a la nueva municipalidad. 
Estando en San Bartolo, el gobernador dio posesión al alcalde auxiliar Pedro Chun y Pedro Sontay como alcalde y alcalde accidental en su orden, en tanto se hacían las elecciones para la nueva corporación municipal del municipio. Desafortunadamente, mercaderes de Huehuetenango pasaban con sus bestias por San Bartolo y hubo un grupo de asaltantes que les robaran sus mercaderías; la población de Momostenango llegaron a San Bartolo a capturarlos y se los llevaron para aquel municipio en donde los colgaron en el parque central y luego les prendieron fuego.
Desde entonces se creó un pacto de caballeros en la cual el primer alcalde por consenso general fue el señor Secundino C. Pérez. Según documento elaborado por el señor Rosendo Argueta.

## Idioma
Los habitantes del municipio de San Bartolo Aguas Calientes, en un 10% son descendientes del pueblo k'iche' los cuales en la actualidad han perdido costumbres y tradiciones, según dicen por la sistematización que en la antigüedad se exigía hablar el español. Por lo mismo, actualmente los padres de familia quieren que sus hijos hablen únicamente el español, por lo que en el área urbana han perdido en un 90% el idioma.
Existen aldeas como Parraxchaj, Tierra Blanca, Patulup y Xeabaj que en un 60 por ciento hablan solamente el español, según informe de los directores de cada escuela en la comunidad. No existe una sola aldea en la que se hable únicamente K'iche', sí se habla, pero le dan más importancia al español. El otro 10% son ladinos, garífunas, Xincas y extranjeros.

## Religión
Hay una templo católico que funciona como parroquia de la localidad, y también existe diversidad de cultos y denominaciones evangélicas.

## Servicios
Cuenta con los servicio básicos de energía eléctrica, agua potable, teléfono, internet, aunque se hace la salvedad que no en todas las aldeas cuentan con esos servicio, además se encuentra de todo en las diferentes tiendas y centros comerciales.

### Vías de acceso
Para llegar al municipio de San Bartolo Aguas Calientes se debe tomar la carretera interamericana C-A1 y por el kilómetro 204 se encuentra el desvío hacia el municipio, que consta de 12 kilómetros, los cuales atraviesan territorio de Momostenango a lo largo de 11 kilómetros.

### Transporte
Para llegar a la cabecera municipal de San Bartolo Aguas Calientes se utiliza transporte extraurbano y pick-ups, los cuales llegan a la cabecera municipal desde las 8:00 AM procedentes de la ciudad de Quetzaltenango. Para salir del municipio hay buses desde las 3:15 AM. En las aldeas como Tzanjón, Pitzal, Buena Vista, Tierra Blanca, Chocanuleu, Choquí, Patulup y Paxboch existe transporte extraurbano, pero al resto de aldeas se puede llegar solo en vehículos particulares.

### Medios de comunicación
Existe red vial que comunica a todas las aldeas; la carretera Interamericnaa pasa por Tzanjón, Tierra Blanca, Pitzal y Buena Vista. Las aldeas se comunican a través de los alcaldes auxiliares, quienes recogen la correspondencia en la municipalidad. Cuenta en la cabecera municipal con oficina de correos y telégrafos que prestan el servicio postal y de radio comunicación. También cuenta con servicios telefónicos de empresas de telefonía celular, quienes han cubierto la necesidad de comunicación telefónica en el municipio a través de celulares y teléfonos residenciales.

### Vivienda
La mayoría de las casas del área rural están construidas de materiales tradicionales, cimientos de piedra, muros de adobe, techos de teja de barro, puertas y ventanas de madera, piso de baldosa o tierra con cemento.  En el casco urbano la mayoría de las casas son modernas, habiendo de dos y tres niveles contando con los servicios básicos en un 90%.

## Educación

### Sector Oficial
En el área urbana existen apenas 3 escuelas de primaria dos de jornada matutina y uno de jornada vespertina.
En todas las aldeas existen al menos escuelas de primaria.
También existen tres escuelas de Auto Gestión Comunitaria PRONADE. Según trabajo de campo. Se lamenta que no exista población suficiente y poder tener Escuelas y Universidades tanto públicas como privadas  como las tiene el  municipio de Momostenango.

### Sector Cooperativa
En el establecimiento existen dos institutos por cooperativa uno en el centro de la población y el otro en la aldea Tierra Blanca los cuales cubren el Ciclo Básico del Nivel Medio, según trabajo de campo.

### Academias
En el área urbana existe la academia de mecanografía “Royal”.
En La aldea de Tierra Blanca existe la academia de mecanografía “Tierra Blanca”.
Cuenta con una biblioteca Municipal
En el presente año inicio a funcionar un Instituto Nacional de educación básica y un Instituto Nacional de diversificado con la carrera de Bachillerato en Ciencias y Letras con orientación Educativa.

## Salud
Cuenta con un centro de salud tipo "B", Centro de Atención Permanente -CAP-, que tiene cobertura durante las 24 horas del día, además dos clínicas con médicos privados. En las aldeas existen puestos de salud ubicados en Tierra Blanca, Choqui y Chocanuleu, estos dos últimos no están en funcionamiento por falta de personal.
Existen un total de 36 farmacias.

## Economía
La actividad agrícola de San Bartolo Aguas Calientes es de subsistencia únicamente, debido a que su terreno es accidentado y no se presta para la agricultura, por lo que la economía se basa en otras actividades. Un 35% de los pobladores viven de las divisas que sus familiares les mandan desde los Estados Unidos; de esta porcentaje, el 55% pertenecen al área urbana; por otra parte, un 25% se dedican al comercio, formal e informal, para lo cual han emigrado a Quetzaltenango, Izabal, Suchitepéquez, Peten, y Huehuetenango.  un 25% se dedica al trabajo jornalero de los cuales el 15% pertenecen al área urbana. Y solamente un 7% se dedica al trabajo profesional o académico; de estos, el 90% reside en el área urbana.

### Actividad agropecuaria
La producción agrícola es solo para consumo familiar y no para exportar o poner a la venta, aunque existen algunas excepciones que no son significativas; los cultivos más importantes son: maíz, fríjol, papa, tomate, yuca, café, durazno, ciruela, manzana, lima, aguacate, flores, granadía y hortalizas. Se realiza la siembra antes de la lluvia, una excepción a la regla general debido a la altura en que se encuentra el municipio.
La mayoría de la población se dedica a la crianza de animales, especialmente aves de corral, que los utilizan para el consumo familiar o los venden en la cabecera municipal el día de plaza.
Dentro de los recursos naturales tenemos la diversidad de árboles entre los más comunes encontramos: Ciprés, pino macho o blanco, pino colorado, pino monte zumea, alisos y encinos.

## Costumbres y tradiciones
Las principales celebraciones ocurren el día de Todos los Santos, las ferias patronales, el Día de las Madres, carnaval, Miércoles de Ceniza y la Semana Santa. La fiesta titular es desde el 15 de agosto hasta el 5 de septiembre en honor a San Bartolomé; en esta celebración se realizan diferentes actividades sociales, deportivas, culturales, así como desfiles de ganaderos. Las comidas más tradicionales del municipio son: Pepián, caldo de pollo criollo, yerba blanca en recado y frijoles negros.
Existe una leyenda acerca de los nacimientos de agua caliente, que dice que en ese lugar existe oro pero si alguien entra nunca sale.[cita requerida]
La vestimenta tradicional de las mujeres indígenas consta de un güipil de color blanco, corte color negro y una cinta de colores.[cita requerida]

## Turismo
En el municipio de San Bartolo Aguas Calientes se encuentran nacimientos de aguas termales de azufre.  También se encuentra el cerro Cimbachá localizado en el paraje de Chotzagüe, el cual tiene forma de volcán, y los cerros que rodean el centro de la población, llamados: El Zorro, Pachaj, Chonimajuyup, Chocante, El Gallo, y Chosalima.
En el casco urbano se encuentra el campo de fútbol «Tecún Umán» y tres polideportivos; el resto de aldeas cuentan con campos de fútbol y algunos con canchas de baloncesto.

### Baños termales
Los baños termales se encuentran a un kilómetro de la cabecera municipal. Tienen agua mineralizada, lo cual les confiere beneficios para la salud, por lo que algunas personas la llaman aguas curativas. El agua emana ya caliente de las rocas circundantes, lo que podría deberse a estar en contacto con la lava de un volcán en el manto freático. En las fuentes se encuentra un centro de recreación natural rodeado de vegetación y cerca de un río.